# Yan Gras
Yan Gras, né le 7 janvier 1996, est un coureur cycliste français, spécialiste du cyclo-cross.

## Biographie
Yan Gras, né le 7 janvier 1996, commence les compétitions avec l'EC Stéphanois en 2012. 
Il se spécialise en cyclo-cross et intègre en 2016 le Team Chazal canyon, dirigé par Steve Chainel, et comportant trois autres membres. Il fait en même temps partie, en 2017 et 2018, du Team Macadam’s Cowboys.
Il intègre le club SCO Dijon-Team Matériel Velo.com pour la saison 2019 où il retrouve des coureurs tels que Joris Delbove et Geoffrey Thévenez également recrutés cette année-là.

## Palmarès en cyclo-cross
- 2010-2011
  - 3e du championnat de France de cyclo-cross cadets
- 2011-2012
  - Classement général de la Coupe de France cadets
- 2012-2013
  - 3e du championnat de France de cyclo-cross juniors
  - 3e de la coupe de France juniors
- 2013-2014
  - Challenge la France cycliste de cyclo-cross juniors #3, Flamanville
  - Grand Prix Möbel Alvisse juniors, Leudelange
  -  3e du championnat d'Europe de cyclo-cross juniors
  - 8e des championnats du monde de cyclo-cross juniors
- 2014-2015
  - Cyclo-cross international de Nommay espoirs, Nommay
- 2015-2016
  - 3e de la coupe de France espoirs
- 2016-2017
  - 4e de la coupe de France de cyclo-cross espoirs
- 2017-2018
  - Coupe de France de cyclo-cross espoirs #3, Jablines
  - Coupe de France de cyclo-cross espoirs #4, Flamanville
  -  Médaillé de bronze du championnat du monde de cyclo-cross espoirs
  - 3e de la coupe de France espoirs
- 2018-2019
  - 7e de la coupe de France de cyclo-cross
- 2019-2020
  - 6e de la coupe de France de cyclo-cross
- 2021-2022
  - 2e du championnat de France de cyclo-cross
  - 6e de la coupe de France de cyclo-cross

## Sources
1. 1 2  « yan gras », sur directvelo.com (consulté le 14 mars 2019)
2. ↑  « Yan Gras découvre le haut niveau amateur », sur directvelo.com, 14 mars 2019 (consulté le 26 mars 2019)
3. ↑  « Yan Gras signe en DN1 », sur directvelo.com, 5 octobre 2018 (consulté le 28 mars 2019)